# Alice Washburn
Alice Washburn (12 de septiembre de 1860-18 de noviembre de 1929) fue una actriz estadounidense que trabajo en cine y en teatro. Washburn trabajo para las empresas productoras Edison, Vitagraph y Kalem. Washburn es conocida por su interpretación de la Bruja de la versión de 1916 de Blancanieves. Murió de un ataque al corazón el 18 de noviembre de 1929.

## Filmografía
- Mr. Bumptious, Detective (1911)
- Father's Dress Suit (1911)
- Logan's Babies (1911)
- The Bo'Sun's Watch (1911)
- The Troubles of A. Butler (1911)
- John Brown's Heir (1911)
- Stage-Struck Lizzie (1911)
- Uncle Hiram's List (1911)
- The Two Flats (1912)
- Freezing Auntie (1912)
- Max and Maurice (1912)
- Hogan's Alley (1912)
- The Little Delicatessen Store (1912)
- Her Polished Family (1912)
- Percival Chubbs and the Widow (1912)
- How Patrick's Eyes Were Opened (1912)
- Aunt Miranda's Cat (1912)
- Very Much Engaged (1912)
- The Vision in the Window (1914)
- Lo! The Poor Indian (1914)
- Martha's Rebellion (1914)
- The Voice of Silence (1914)
- Mr. Jack Goes Into Business (1916)
- Mr. Jack Hires a Stenographer (1916)
- His Dukeship, Mr. Jack (1916)
- Kernel Nutt, the Janitor (1916)
- Kernel Nutt Wins a Wife (1916)
- Kernel Nutt, the Footman (1916)
- Kernel Nutt and the Hundred Dollar Bill (1916)
- Kernel Nutt in Mexico (1916)
- Kernel Nutt's Musical Shirt (1916)
- Kernel Nutt Flirts with Wifie (1916)
- Kernel Nutt and High Shoes (1916)
- Blancanieves (1916)